# Iglesia de Trofa (Águeda)
La Iglesia de la Trofa o Iglesia Matriz de la Trofa o Iglesia de San Salvador de la Trofa (siglo XVI – siglo XVIII) es un templo católico localizado en Trofa del Vouga, municipio de Águeda, Distrito de Aveiro.
En esta iglesia está localizado el Panteón de los Lemos, un notable conjunto escultórico renacentista datado del siglo XVI y atribuido a João de Ruão. La Iglesia de la Trofa, comprendiendo los túmulos de los Lemos, se encuentra clasificada como Monumento Nacional (decreto de 16-06-1910, DG, n.º 136, de 23-06-1910).

## Historia; características
La configuración actual de esta iglesia, dedicada a S. Salvador, es el resultado de diversas obras realizadas entre la primera mitad del siglo XVI y finales del siglo XVIII. Presenta por eso una confluencia de los estilos que marcaron ese largo periodo de tiempo, integrando elementos heredados del gótico final (bóveda de la capilla mayor), del renacimento (Panteón de los Lemos), y del llamado estilo Chao.
El templo fue construido junto al antiguo palacio de los señores de Trofa (aprovechando, probablemente, la capilla particular de los Lemos comocoro de la nueva edificación). Con formas austeras y depuradas, se presenta predominantemente como una edificación de tipología chão. El interior, de nave única y planta rectangular, está cubierto por una bóveda de artesonado simple, sin decoración adicional. El coro alto, en madera, se apoya en columnas toscanas y el arco comunicacional entre la nave y la capilla mayor está  flanqueado por dos retablos de talla.
La fachada principal presenta un sobrio portal rectangular que integra un nicho con la imagen del siglo XVI de S. Salvador, estando delimitada lateralmente por esquinas coronadas por pináculos y terminandos en una espadaña con cruz. La estructura original de la fachada fue  alterada significativamente el siglo XVIII con la edificación de la torre campanario.
El ábside está cubierto por bóveda de crucería (de la autoría de Diogo de Castilho), con llaves decoradas con florones, ostentando el del medio el escudo de los Lemos. Poseeen el centro un retablo de talla con escenas figurativas de temática franciscana, proveniente del antiguo convento de Serém. Allí se encuentra el notable Panteón de los Lemos, obra de referencia del renacimento portugués.

### Panteón de los Lemos

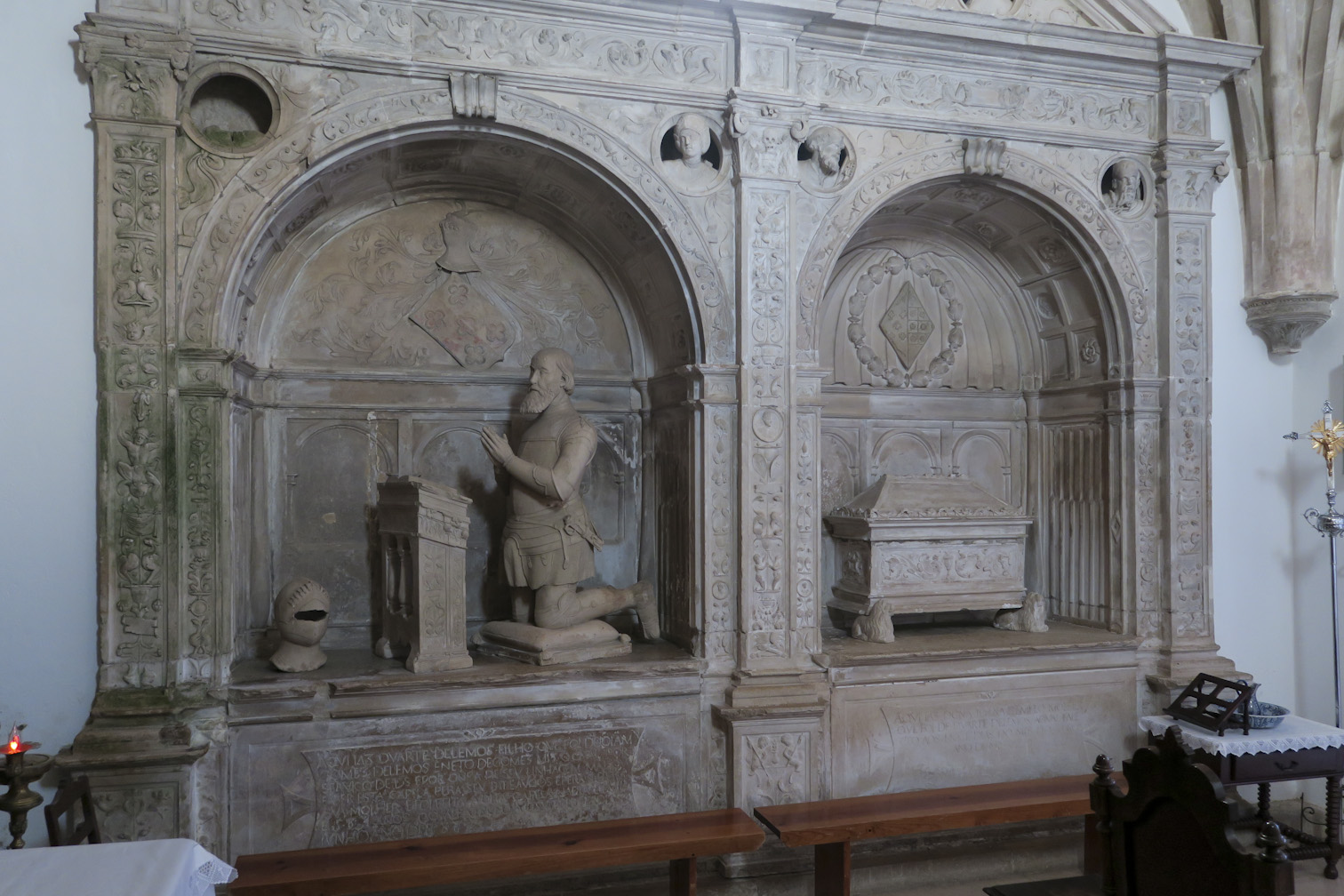
Panteón de los Lemos (capilla mayor, lado de la Epístola)

Encomendado por D. Duarte de Lemos en 1534, el Panteónde los Lemos presenta afinidades con el túmulo de D. Luís de la Silveira en la Iglesia Matriz de Góis y es atribuido a João de Ruão, aunque subsistan dudas relativas a la autoría de la estatua orante de D. Duarte de Lemos, que algunos autores (como Reynaldo de Santos) atribuyen a Hodart. Es el lugar de sepultura de los antepasados del tercer señor de la Trofa. Integra dos grupos tumulares de característica típicamente renascentista, localizados frente a frente, estando ambos formados por dos arcos separados por pilastras y rematados por un entablamento. Del lado del Evangelio se localizan los túmulos de los primeros señores de la Trofa, Gomes Martins de Lemos y su hijo, João Gomes de Lemos, y las respetivas esposas. En el lado opuesto (lado de la Epístola), fue sepultada D. Joana de Melo, mujer del fundador y, en el arco más próximo al altar, D. Duarte de Leemos.
La escultura funeraria de D. Duarte de Lemos tiene una placidez humanística y un sentido de purismo clásico que la alejan estilísticamente de la tumultuosidad de formas típicas de las obras en barro de Hodart, en particular La Última Cena (MNMC), Coímbra). La obra "nos muestra al señor de la Trofa arrodillado en oración, llevando su armadura de caballero, con el yelmo a los pies, y un libro abierto sobre una banqueta decorada con frisos de follaje. Los frisos y franjas horizontales de las tumbas fueron decoradas con hojas y seres híbridos, y en el caso de las pilastras están repletas de bucles, yelmos, dragones y grifos. Los diversos medallones esculpidos en los arcosolios son los elementos más renacentistas del conjunto, pero se denota sin embargo la ausencia de temática religiosa."

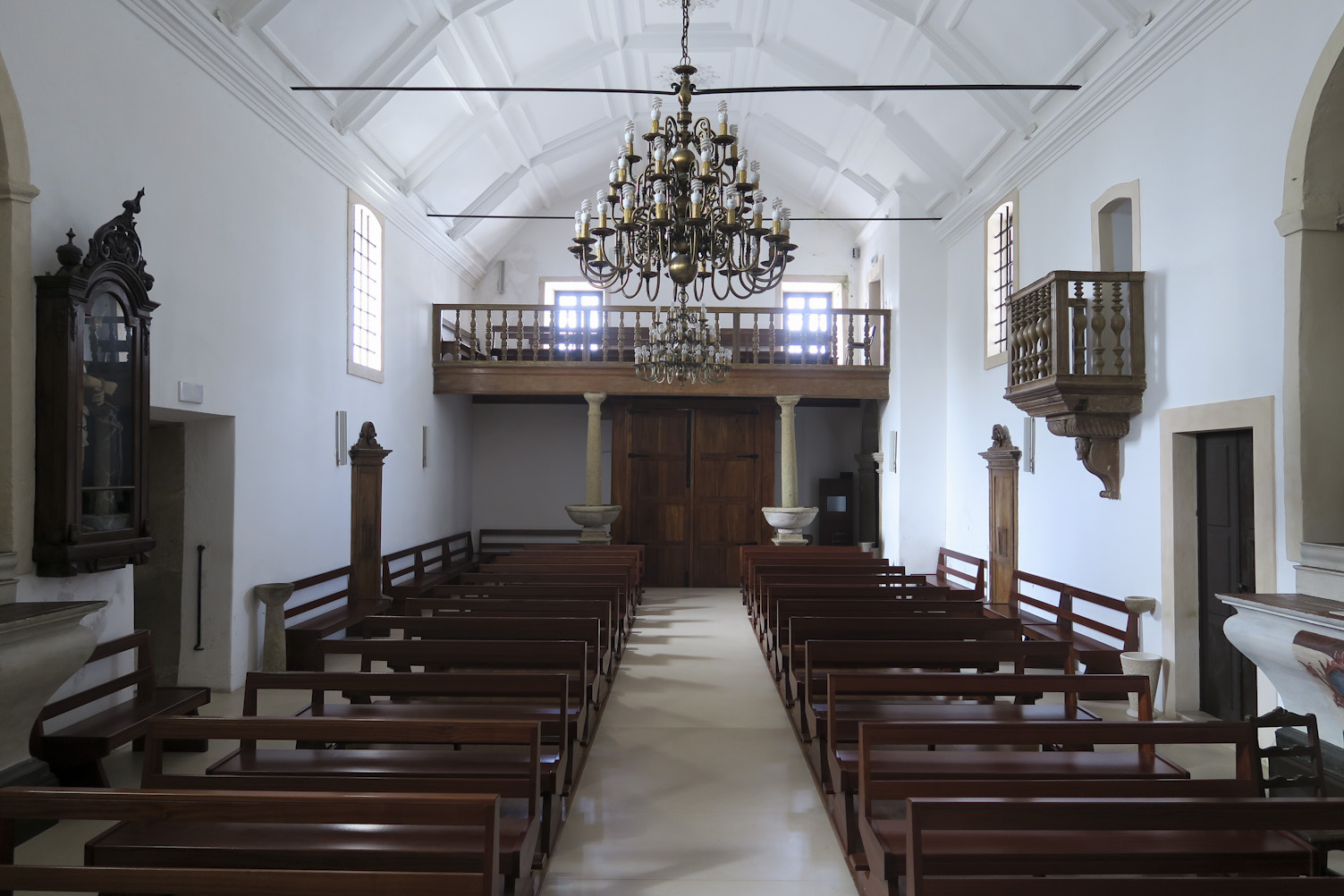
Interior de la iglesia
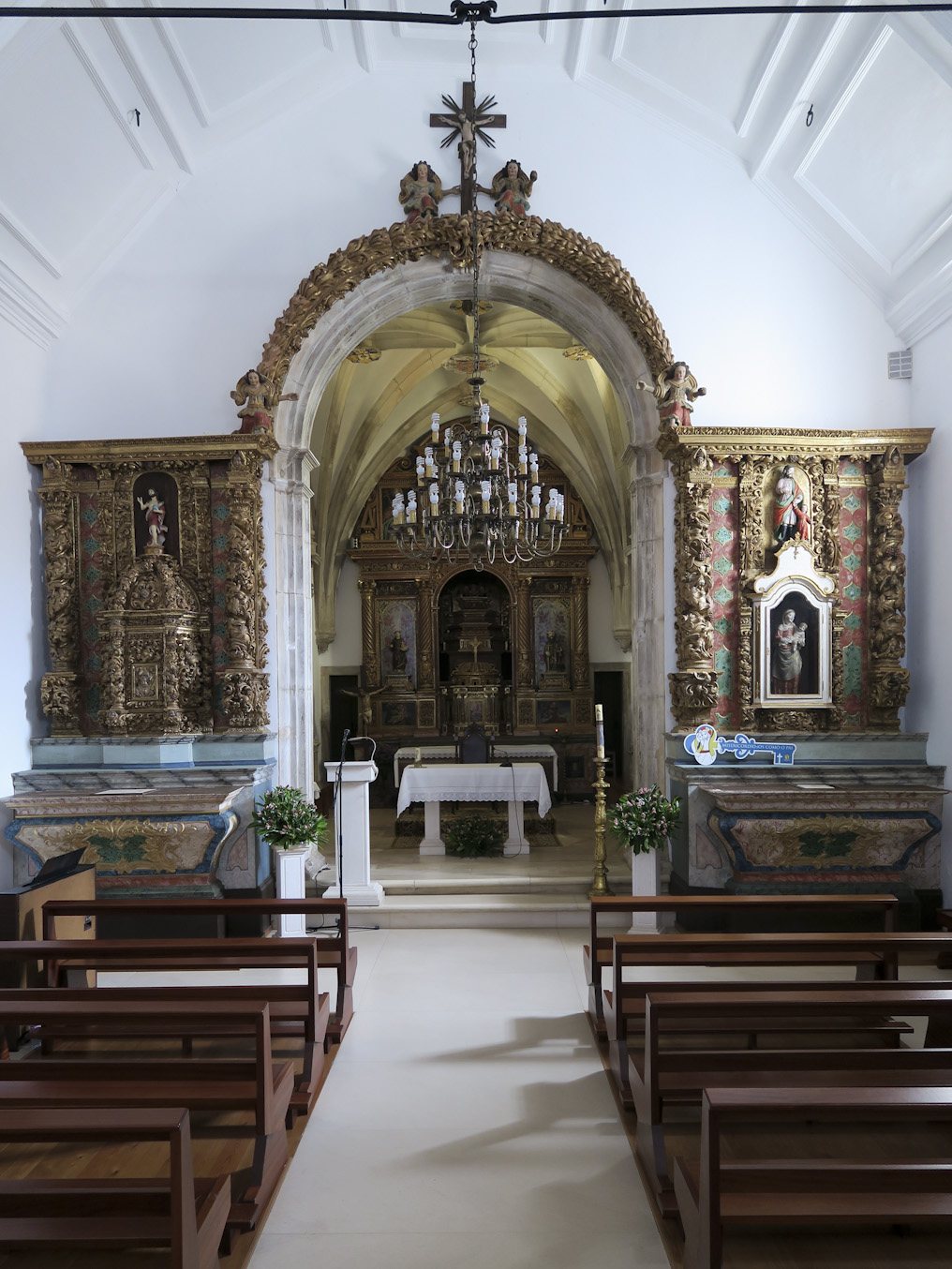
Interior de la iglesia
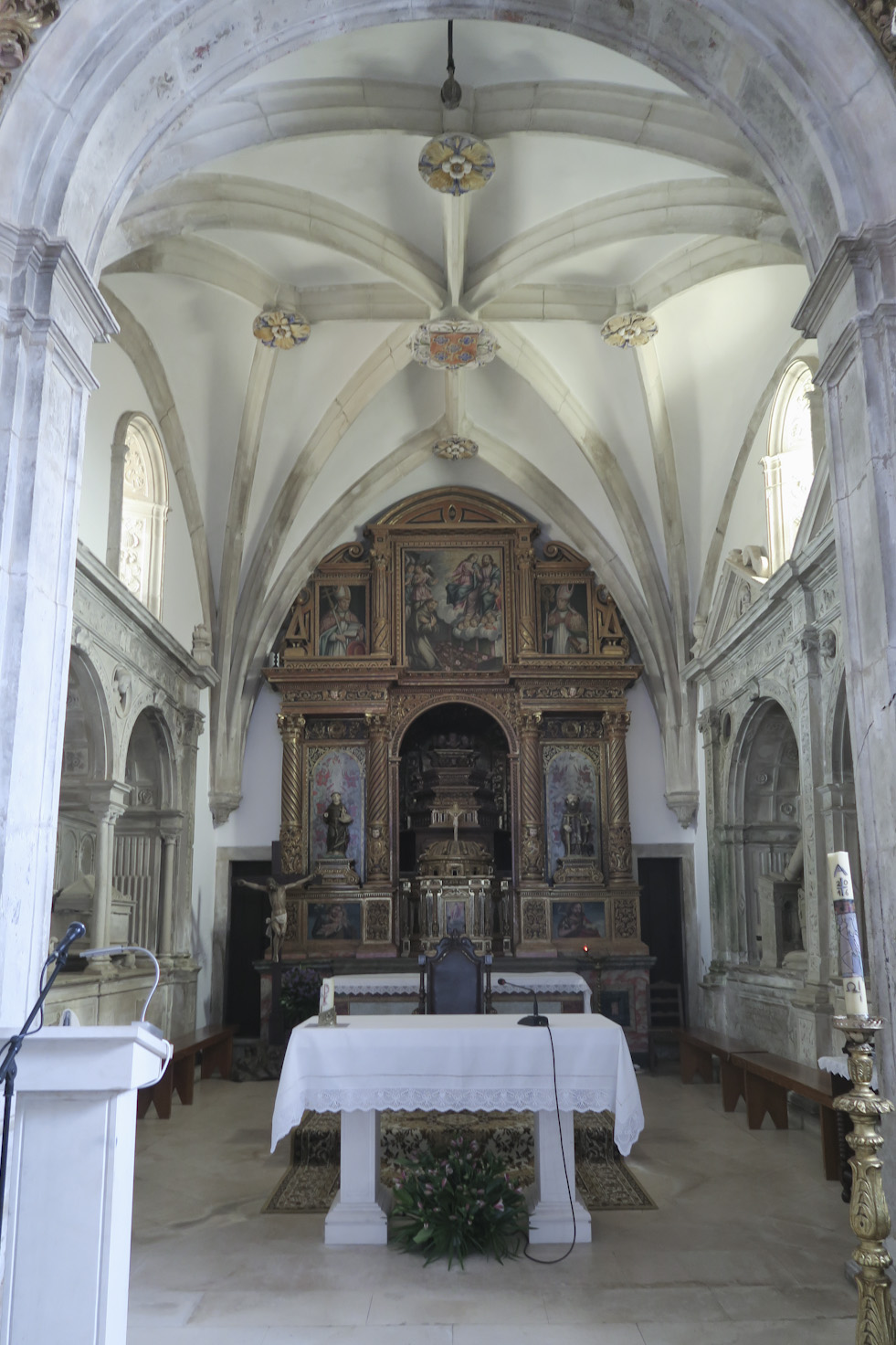
Capilla mayor
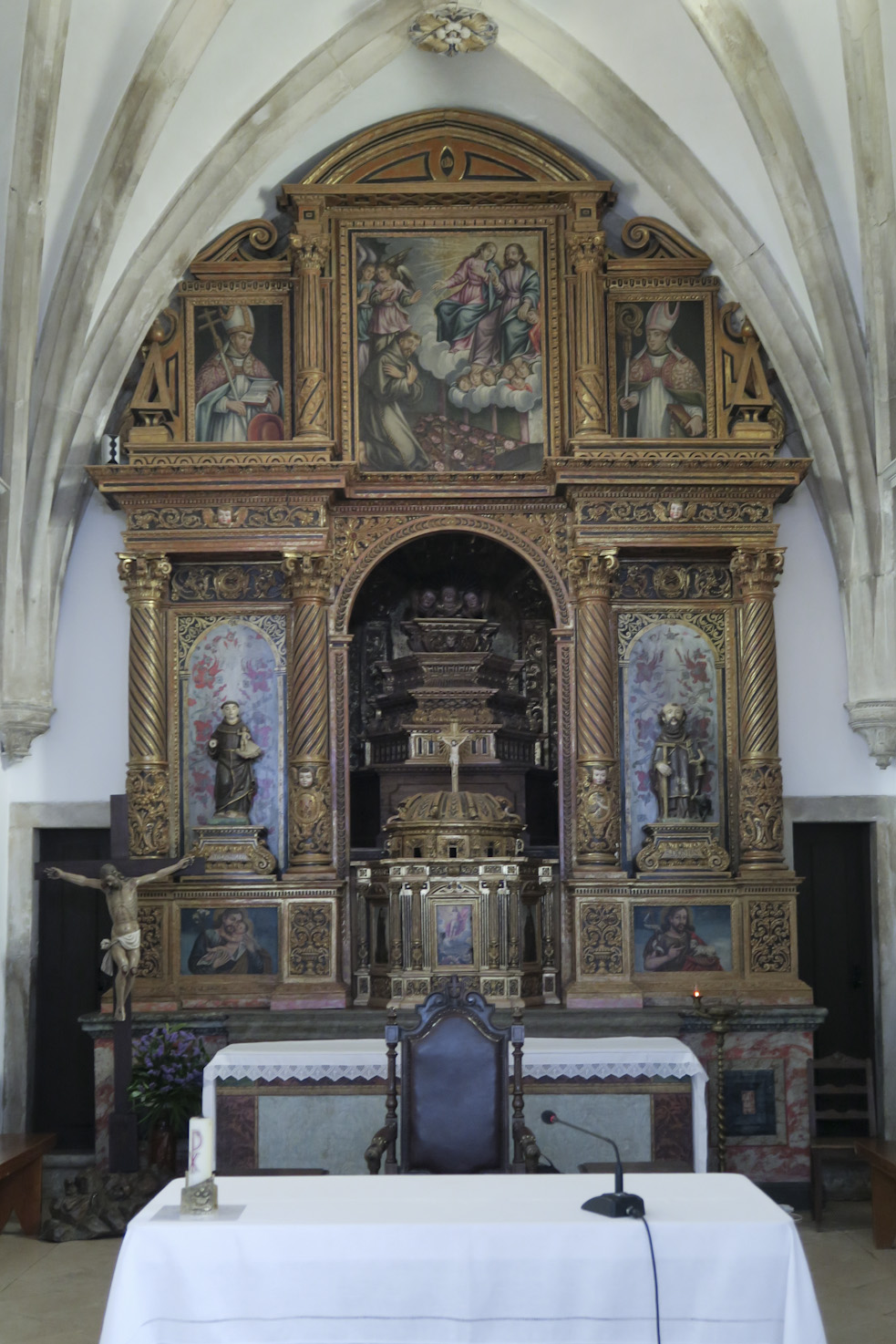
Retablo de la capilla mayor
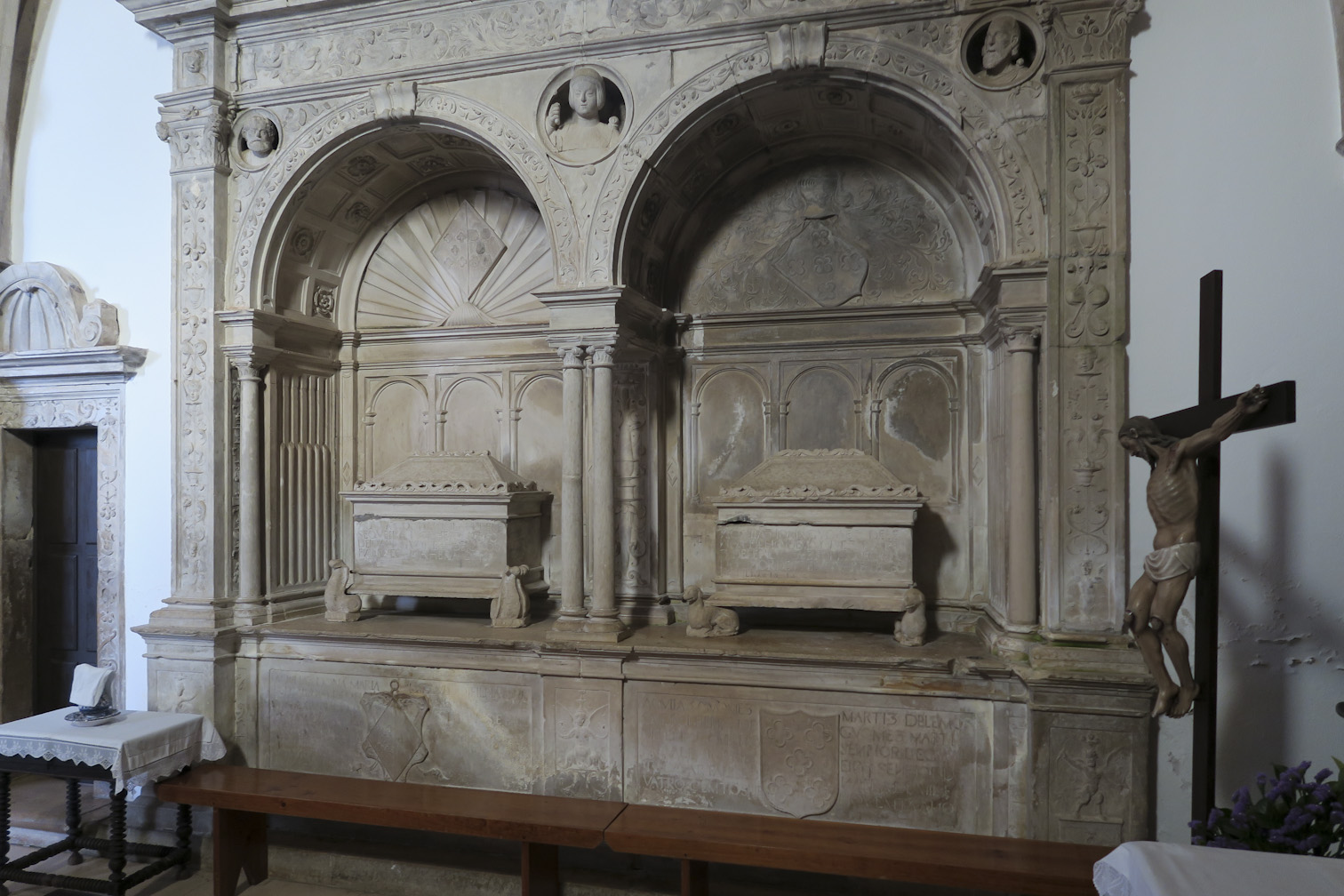
Panteón de los Lemos (capilla mayor, lado del Evangelio)